# Ghassan Kanafani
Ghassan Kanafani (Acri, 9 aprile 1936 – Beirut, 8 luglio 1972) è stato uno scrittore, giornalista e attivista palestinese, particolarmente impegnato per la causa del suo popolo, scomparso nel 1972 a seguito di un attentato israeliano incendiario in cui perse la vita insieme ad una sua nipote sedicenne.
All'epoca della sua morte era portavoce del Fronte Popolare di Liberazione della Palestina, e l'attentato, si dice, fu ordinato dal Mossad per vendicare il massacro dell'Aeroporto di Lod, attacco attribuito al suo gruppo politico e all'Armata Rossa Giapponese.

## Biografia
Kanafani nasce da una famiglia di rango medio-alto, suo padre era un avvocato e, come era comune a quel tempo, fu mandato a studiare alla scuola dei missionari francesi che erano in Palestina. Aveva dodici anni quando fu creato lo stato di Israele nel 1948, evento che gli arabi chiamano al-Nakba (il disastro) e assistette al tragico episodio del massacro degli abitanti del villaggio arabo di Deir Yassin.
Da questo momento la sua vita e le sue esperienze rappresenteranno le tappe del popolo palestinese, dalla diaspora al sentimento di nostalgia verso la propria terra, dalla presa di coscienza della sconfitta dell'esercito arabo all'umiliazione e alla perdita di identità. La sua famiglia si rifugiò dapprima in un villaggio del Libano meridionale nella speranza di ritornare al più presto a casa, ma il padre, consapevole dell'inutilità di quella attesa, spostò la famiglia a Damasco per iniziare una nuova vita.
In questo lasso di tempo il giovane Ghassan, all'età di sedici anni, trovò lavoro come insegnante in una delle scuole dell'UNRWA (United Nations Relief and Works Agency), l'organo dell'ONU per l'assistenza dei profughi, e pochi anni dopo si iscrisse all'università di Damasco alla facoltà di letteratura araba.
Questi anni nella capitale siriana pongono le basi del suo impegno alla causa palestinese, partecipando alla condizione del suo popolo nei campi profughi e durante l'università attivandosi sia come scrittore sia come studente politicizzato lavorando nel Movimento Nazionalista Arabo guidato da George Habash.
Nel 1955 Kanafani decise di raggiungere suo fratello e sua sorella nel Kuwait, il quale essendo un paese ricco di petrolio, divenne meta di molti emigranti palestinesi fin dalla Nakba. In questo paese iniziò il suo impegno di scrittore di racconti brevi che vennero pubblicati su varie riviste letterarie e proprio in questo paese dovette fare i conti con la dura realtà di esule che non riesce ad integrarsi nella nuova società.
Nel 1960 decise di trasferirsi a Beirut per unirsi allo staff di giornalisti della nuova rivista politica di George Habash al-Ḥurriyya (Libertà) per partecipare attivamente alle vicende palestinesi e a Beirut Kanafani conobbe Anni Hoover, un'insegnante danese che stava analizzando la situazione dei rifugiati. Dopo due mesi si sposarono e proprio in questo periodo Kanafani le dedicò il romanzo breve più famoso ovvero Uomini sotto il Sole. Lo stesso anno divenne redattore capo di un altro nuovo quotidiano di Beirut al-Muḥarrir (Il liberatore), mostrando quindi sia la valenza artistica, sia un grande attivismo in ambito giornalistico che lo portarono ad assumere ruoli di primo piano.
La nascita dell'Organizzazione per la Liberazione della Palestina (OLP) del 1964, con conseguente primo attacco armato portò nuovi sviluppi non solo nella coscienza della comunità palestinese, la quale vide la speranza di realizzazione di un sogno che perdurava dal 1948, ma influenzò notevolmente anche la letteratura degli scrittori arabi e quindi anche quella di Kanafani che ne vedevano una forma di azione politica. Questo sogno andò in frantumi dopo la disastrosa guerra dei sei giorni che gli arabi chiamano al-Naksa, che segnò la netta sconfitta dell'esercito arabo contro l'esercito israeliano nel giugno del 1967 e lo sbigottimento generale della popolazione palestinese, ma che risuonò forte in tutto il mondo arabo. In questo momento di incredulità Kanafani scrisse un'altra opera importantissima nel panorama mondiale: Ritorno ad Haifa.
Tuttavia Kanafani rimase ottimista e continuò imperterrito la sua lotta, lasciando al-Muḥarrir per unirsi al prestigioso al-Anwar (Le Luci) che lasciò ancora nel 1969 per fondare il giornale politico che diventerà l'organo del Fronte Popolare di Liberazione della Palestina (FPLP): al-Hadaf (L'obiettivo). Quest'organizzazione di resistenza era di orientamento marxista e si proponeva di stabilire una nuova società giusta in tutto il mondo arabo. Kanafani infatti vide che il futuro poteva ancora essere roseo perché lo poneva nelle mani delle nuove generazioni, dotate di fervore patriottico e pronte a diventare martiri per la propria terra.
Lo stesso scrittore cambiò l'approccio alla letteratura dal 1967 divenendo più ottimistica e politica rispetto al periodo precedente in cui si leggeva pessimismo e una forte disillusione soprattutto nelle vecchie generazioni. Infatti fu lui che per primo parlò di Adab al-Muqawwama (letteratura della resistenza).
Proprio per il suo fervore politico Ghassan Kanafani venne ucciso in un attentato israeliano insieme a sua nipote di sedici anni.

## L'attività letteraria
Ghassan Kanafani è il più importante rappresentante di quel gruppo di palestinesi che dall'esilio (in arabo Ghurba) hanno contribuito a lottare per la causa palestinese tramite le loro opere artistiche.
La Nakba del 1948 e la Naksa del 1967 sono stati gli avvenimenti più rappresentativi per l'intero mondo arabo quando si parla di evoluzione della letteratura araba del Novecento, che dagli studiosi vengono ritenuti un vero e proprio giro di boa. I libri degli intellettuali arabi diventano soprattutto opere di denuncia per risvegliare la coscienza del loro popolo e di critica verso le classi dirigenti, incapaci di sollevare la dignità di tutta quella gente incapace di reagire.
Per quanto riguarda la letteratura specificatamente palestinese e quindi di Kanafani, la prosa di questi autori diventa interessante dagli inizi degli anni sessanta e si consolida dal 1967. Infatti la Letteratura della Resistenza assume connotati politici e sociali e per questa ragione per descrivere fatti storici in una lingua immediata e di facile comprensione, gli scrittori utilizzano il genere del racconto, genere letterario conosciuto dal mondo arabo grazie all'influenza occidentale. Le opere di Kanafani quindi sono per la stragrande maggioranza romanzi brevi o racconti, anche se è presente qualche lavoro teatrale.
Numerosi critici arabi tra cui Ahmed Khalīfa concordano nel dividere le sue opere in due periodi. Al primo appartengono gli scritti caratterizzati da pessimismo, in cui non si vede una soluzione per la condizione del suo popolo e la sua scrittura ricorre al simbolismo; questo periodo arriva circa fino al 1967 e tra i suoi lavori gli esempi più conosciuti sono Uomini sotto il Sole (Rijāl fī al-shams, 1963) e Un mondo che non è nostro ('Ālam laysa lanā, 1965).
Al secondo periodo, quello che parte dalla Naksa, cambia l'atteggiamento dello scrittore, che diventa più politicizzato e attento alle vicende storiche, mostrando il suo ottimismo nell'azione di voler cambiare le cose con la lotta e non nell'attesa passiva. Esempi sono Quello che ti resta (Mā tabaqqā lakum, 1966), che funge da collante tra questi due periodi, La madre di Saad (Umm Sa'd, 1969) e Ritorno ad Haifa ('Ā'id ilà Haifā, 1969).

## Opere
L'opera narrativa di Ghassan Kanafani è stata raccolta in tre volumi:
Ghassan Kanafani, al-Ātār al-kāmila, Beirut, Mu'assasat al-abhāt al-'arabiyya - Mu'assasat, Ghassan Kanafani al-thaqāfiyya, 1972-1978.

## Traduzioni in italiano
- Uomini sotto il Sole, in Palestina tre racconti, a cura di Isabella Camera d'Afflitto, Ripostes, Salerno, 1984; ed. Sellerio, Palermo, 1991 (con una nota di Vincenzo Consolo).
- La porta, in Palestina Dimensione Teatro, a cura di C. Ferial Barresi, Ripostes, Salerno, 1985.
- Ritorno ad Haifa e La madre di Saad, a cura di I. Camera d'Afflitto, Ripostes, Salerno, 1985.
- Ritorno ad Haifa, traduzione di I. Camera d'Afflitto, Edizioni Lavoro, Roma, 1991.
- Se tu fossi un cavallo e altri racconti, introduzione a cura di Isabella Camera d'Afflitto, traduzione di Angela Lano, Jouvence, Roma 1993.
- Uomini sotto il sole, a cura di I. Camera d'Afflitto, Sellerio, Palermo, (1992), 2002.
- La morte nel letto numero 12, La scarpata, Un regalo per la festa, in La terra più amata. Voci della letteratura palestinese, a cura di W. Dahmash, T. Di Francesco, P. Blasone, Manifestolibri, Roma, 2002, pp. 97–117.
- La terra delle arance tristi, Solo dieci metri, traduzione di Isabella Camera d'Afflitto, in Narratori arabi del novecento, Milano, Bompiani, 1994, pp. 257-263, 265-270 (II ed., Scrittori arabi del Novecento, Milano, Bompiani, 2002, pp. 257–263, 265-270).
- La rivolta del 1936-1939 in Palestina. Contesto, dettagli, analisi, Centro Documentazione Palestinese Archiviato il 18 ottobre 2019 in Internet Archive., Roma, 2016.